# Eerste Boerhaavestraat
De Eerste Boerhaavestraat is een straat in Amsterdam-Oost.

## Geschiedenis en ligging
De straat kreeg haar naam per raadsbesluit van 15 november 1876, al was het toen nog alleen Boerhaavestraat. De straat begon aan de Weesperzijde en liep door naar het spoorcomplex van het Station Amsterdam Weesperpoort. Het wijkje ligt dan eigenlijk buiten de bebouwde kom van Amsterdam. In 1882 krijgt het de toevoeging Eerste, omdat er dan ook naam wordt gegeven aan Tweede, Derde en Vierde Boerhaavestraat. Dat bleek niet handig en de toevoegingen vervielen weer in 1884. De Tweede Boerhaavestraat werd Deymanstraat, de Derde Boerhaavestraat werd Ruyschstraat en de Vierde Boerhaavestraat werd de Blasiusstraat. De Boerhaavestraat werd in 1897 verlengd tot aan het Oosterpark. Niet veel later (19 februari 1908) werd die straat in tweeën geknipt. De Eerste Boerhaavestraat krijgt haar originele traject tot aan de spoorbaan, later de Wibautstraat, de Tweede Boerhaavestraat loopt dan vanaf die spoorbaan/Wibautstraat tot aan het Oosterpark. Die Tweede Boerhaavestraat doet het Boerhaaveplein aan. 
Alle straten en plein werden vernoemd naar Herman Boerhaave.

## Gebouwen
Huisnummers lopen op van 1 tot en met 35. Een deel van de oorspronkelijke bebouwing is verdwenen op plaats te maken voor relatieve nieuwbouw. Vier panden zijn noemenswaardig:
- Eerste Boerhaavestraat 1-9 (oneven) een blokje huizen uit 1880 dat oorspronkelijk nog de hoek omging in de Swammerdamstraat. Er waren drie architecten bij betrokken P. Peereboom, J. van den Berg en C.G.O van der Sande; het blok is samengesteld, maar heeft over het geheel getoogde vensters; het uiterlijk veranderde rond 1922 aanmerkelijk als onder leiding van Theo Kint de ondergevel van de nummers 5 en 7 een nieuw uiterlijk krijgt in, uitgevoerd in de stijl van de Amsterdamse School met sierlijke gevelelementen, glas-in-lood en een tableau van het banketbakkersbedrijf P.Reiding; de panden werden in 2014 tot gemeentelijk monument verklaard
- op de hoek met de Wibautstraat werd rond 1958 gebouwd aan het Belastingkantoor Amsterdam vanaf 1994 Kohnstammhuis genoemd; een rijksmonument sinds 2009
- Weesperzijde 15, hoek Eerste Boerhaavestraat, sinds 2017 een gemeentelijk monument
- Weesperzijde 16-19, hoek Eerste Boerhaavestraat, sinds 2003 een gemeentelijk monument.

## Kunst
Aan de Eerste Boerhaavestraat staat ook de blinde achtergevel van een schakelstation. Deze nodigde uit tot vandalisme en graffiti. Om de muur een beter aanzien te geven werd zij in 2000 voorzien van het kunstwerk Tekens aan de wand van A v.d. Zand in samenwerking met kunstenaarsduo Louisa Lilani (Loes Diephuis) en John Prop. Het werd een metershoge en gevelbrede muurschildering.

## Afbeeldingen

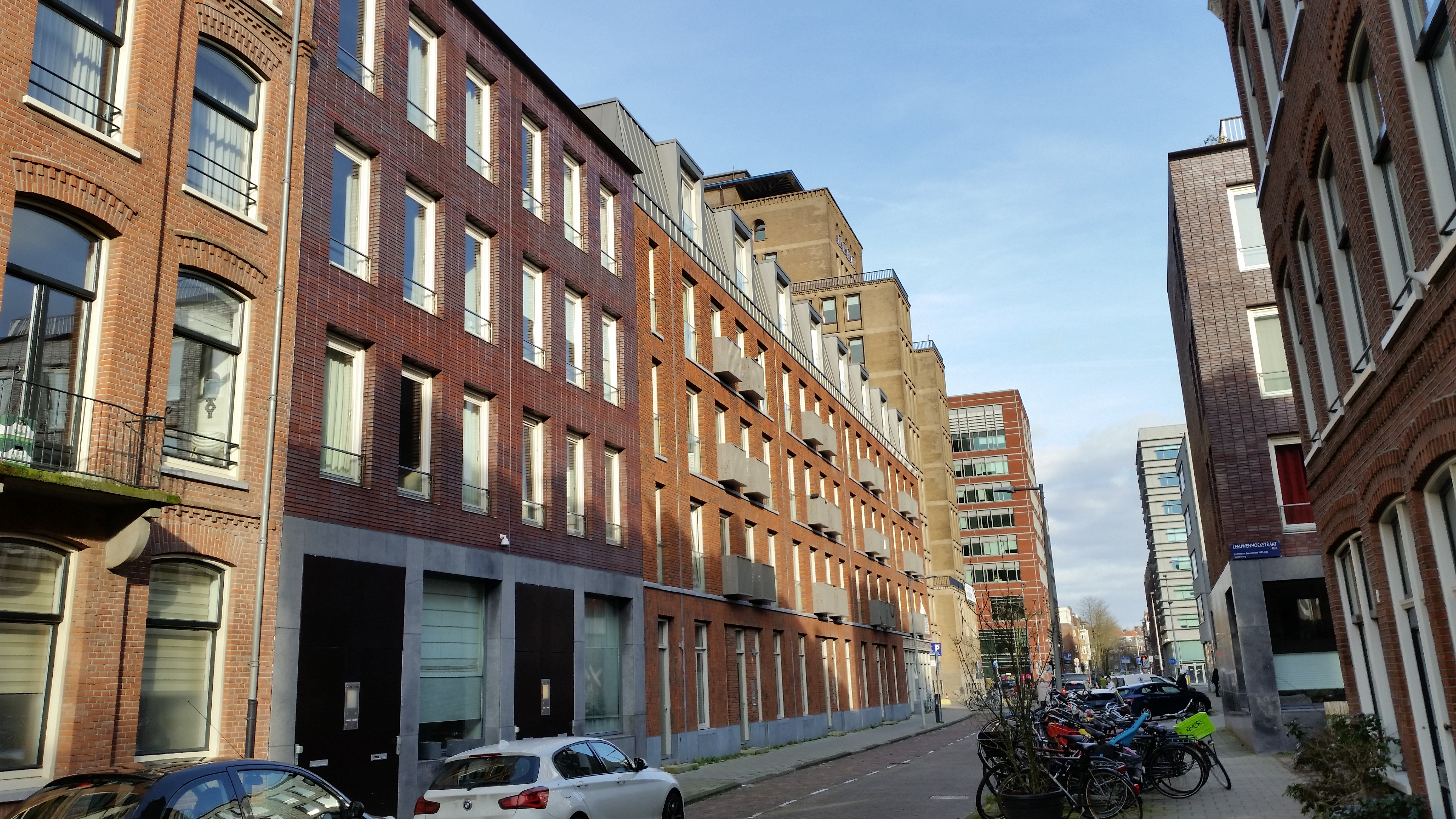
Nieuwbouw aan de Eerste Boerhaavestraat (februari 2020) met middenachter het Kohnstammhuis
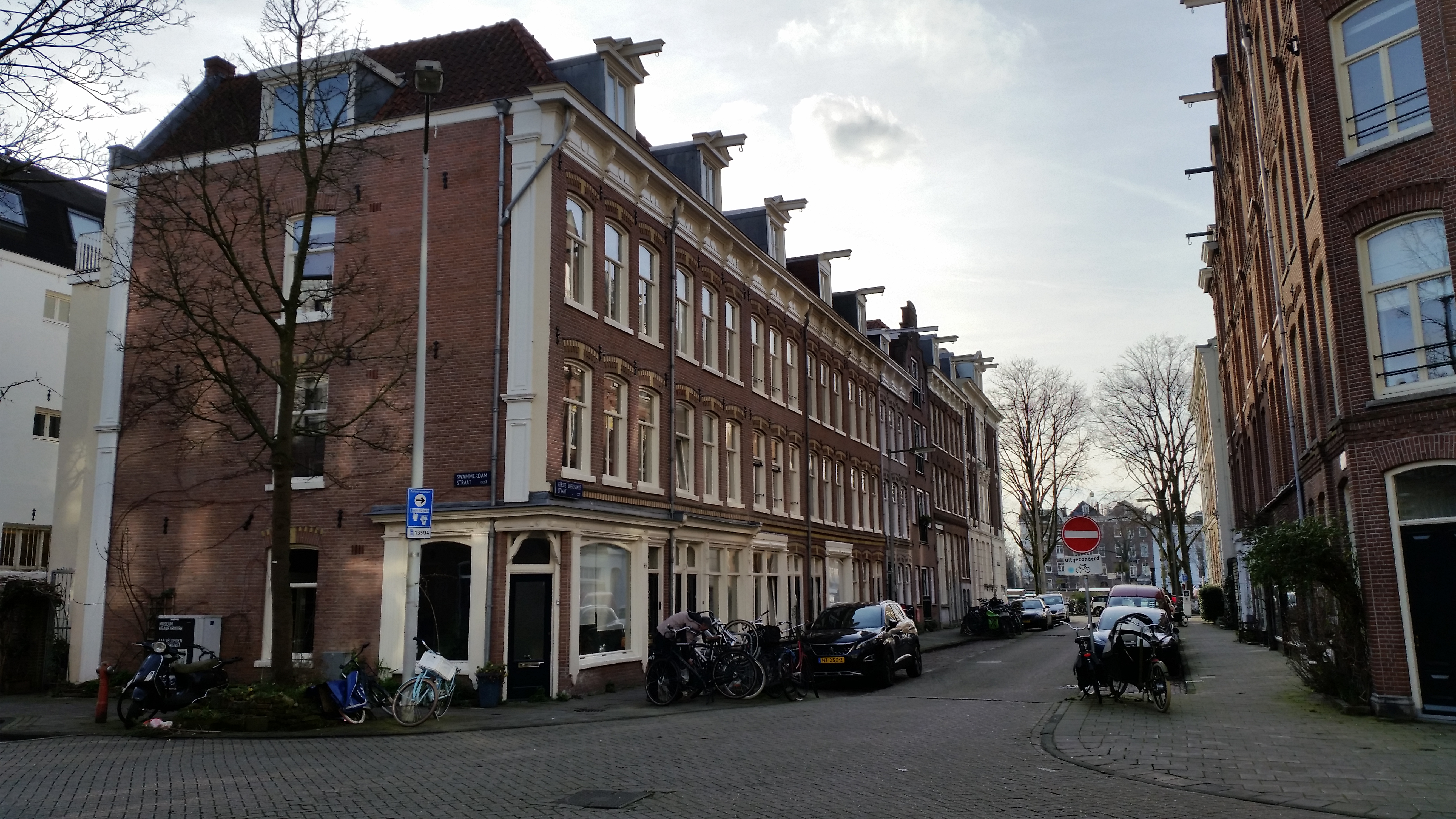
Eerste Boerhaavestraat 2-18 (februari 2020)
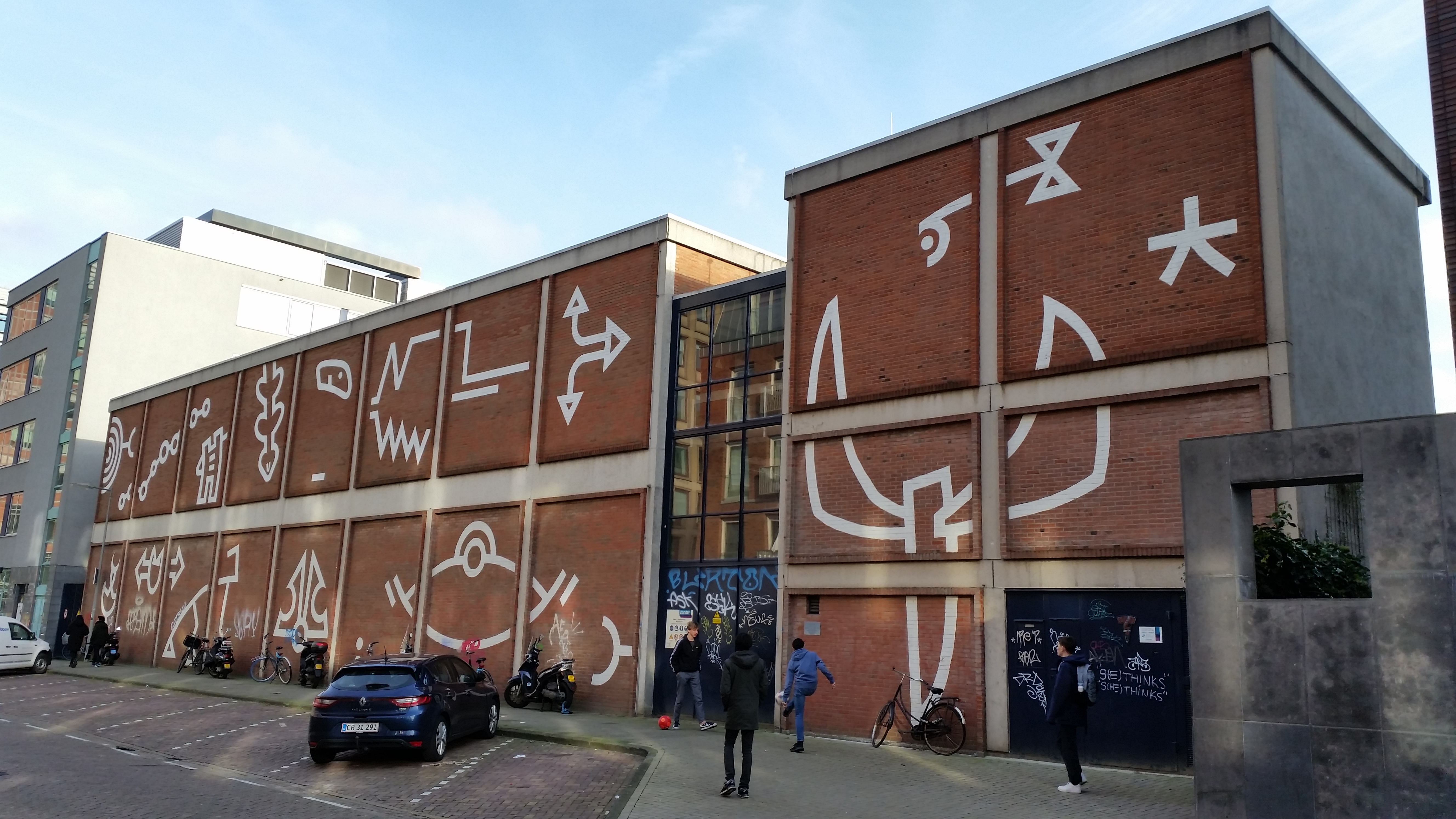
Muurschildering (februari 2020)